# Steven Holl
Steven Holl (ur. 9 grudnia 1947 w Bremerton, w stanie Waszyngton) – amerykański architekt współczesny, najbardziej znany ze swego projektu z 1998 roku Muzeum Sztuki Nowoczesnej Kiasma w Helsinkach w Finlandii. Holl zaliczany jest do kierunku postmodernizmu i dekonstruktywizmu. 

## Kariera
Holl ukończył studia na Uniwersytecie w Waszyngtonie, a następnie kontynuował studia architektoniczne w Rzymie w roku 1970. W 1976 podjął naukę w Architectural Association School of Architecture w Londynie. W tym czasie otworzył swoje biuro architektoniczne w Nowym Jorku. Od roku 1981 nauczał na Uniwersytecie Columbia.
Wpływ na jego poglądy i filozofię wywarli Maurice Merleau-Ponty oraz fiński architekt-teoretyk Juhani Pallasmaa.

## Nagrody i wyróżnienia
W roku 1998 Holl otrzymał prestiżową nagrodę Alvar Aalto Medal. W roku 2000 jego nazwisko znalazło się na liście American Academy of Arts and Letters. W lipcu 2001 roku czasopismo Time uznało Holla za Najlepszego Architekta Amerykańskiego, uzasadniając swój wybór tym, że "budynki [Holla] zadowalają tak ducha jak i oko".

## Budowle i projekty

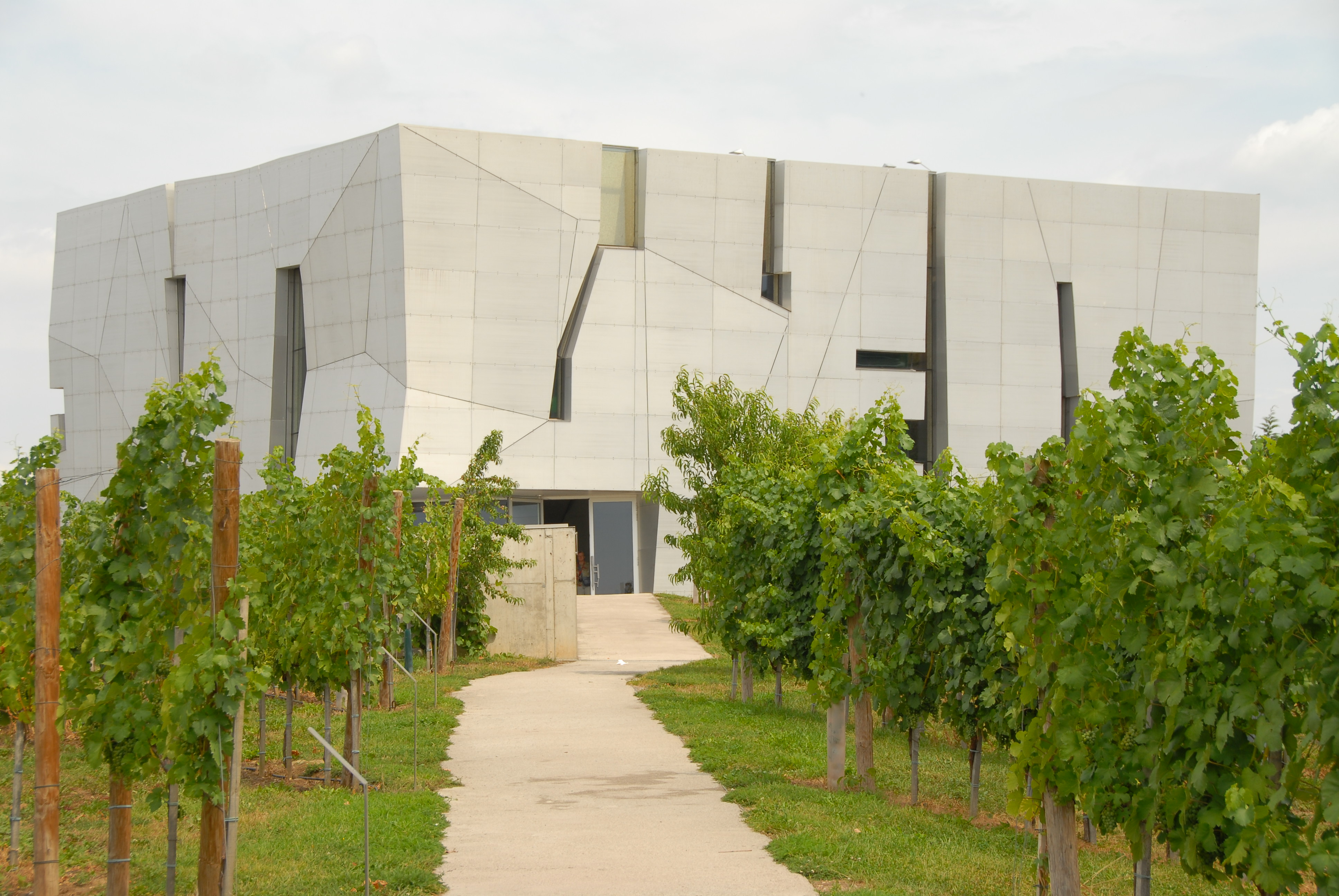
Loisium w Langenlois (Austria)

- Cranbrook Institute of Science, Bloomfield Hills, Michigan
- Planar House (Cottle Residence), Paradise Valley, Arizona
- Turbulence House, Nowy Meksyk
- Expansion of the Nelson-Atkins Museum of Art w Kansas City, Missouri
- St. Ignatius Church, Seattle, Waszyngton
- Biura Sarphatistraat, Amsterdam, Holandia
- Bellevue Art Museum, Bellevue, Waszyngton
- Loisium Centrum Wina, Langenlois, Austria
- Nelson Atkins Museum of Art w Kansas City
- Internat przy Massachusetts Institute of Technology
- WhitneyWaterworksPark i Water Treatment Facility w Hamden, Connecticut
- Natural History Museum of Los Angeles County
- Modern MOMA, Szanghaj
- Hamsun-Zentrum w Hamarøy (Norwegia)